# イディオット
『イディオット』（The Idiot）は1977年3月18日にRCAレコードからリリースされた、アメリカ合衆国のロックシンガー、イギー・ポップのファースト・ソロアルバム。
同年にデヴィッド・ボウイとのコラボレーションによって制作された2枚のアルバムの1作目である。
イギー・ポップの代表作の1つであり、収録曲の「ナイトクラビング」、「ファン・タイム」、「チャイナ・ガール」などが多くのミュージシャンにカヴァーされている。

## プロダクション

### 経緯
1974年から1975年にかけて、ロサンゼルスに住んでいたボウイは薬物依存やキャリア上の問題を抱えていたイギーの面倒を散発的に見ていたが、『ステイション・トゥ・ステイション』リリース後のツアー「アイソラー・ツアー」に臨む際、イギーを同行させることに決めた。
北アメリカ大陸を西から東へ向かうツアーの中で、イギーは健康を取り戻すとともに、ボウイが興味を持ってよく聴いていたアンビエントやドイツテクノといった当時の先端的なエレクトロニック・サウンドをともに吸収していった

### レコーディング
同年7月にツアーが終了すると、2人はフランス、ポントワーズのエルヴィル城に向かい、レコーディングを開始した。エルヴィル城ではボウイ、イギー、カルロス・アロマーの他にメンバーとしてドラムスのミシェル・サンタンゲリ、ベーシスト兼エンジニアとしてローラン・ティボーが参加した。彼らは最低限のガイダンスのもと、ボウイが既にテープに録音していたラフなトラックに音を足していくという形でレコーディングを行ったが、ラフなトラックがそのままファイナル・ミックスの一部になることも多々あったという。
その後、レコーディング場所をドイツ、ミュンヘンのミュージックランド・スタジオに移し、こちらで8月まで続けた。
更にベルリンのハンザ・スタジオ「1」に場所を移し、ボウイのレギュラー・バンドメンバーのアロマー、デニス・デイヴィス、ジョージ・マレーのパートがオーバーダビングされ、最終ミックスをトニー・ヴィスコンティが行った。
ヴィスコンティは、レコーディングされたものはほぼデモテープのレベルで、ミキシングなどのポストプロダクションは「クリエイティブなミキシングというよりも救済（サルヴェージ）作業だった」と語っている。

### エピソード
アンディ・ケントが撮影したアルバムカヴァーは、エンリッヒ・ヘッケルの「ロケロル」という絵画に影響を受けている。
収録曲中最も有名な曲と言える「チャイナ・ガール」は元々は「ボーダーライン」と題されていた。イギーがベトナム人女性クエラ・グエン（Kuelan Nguyen）に寄せた片想いの恋を歌った曲であり、曲中に出てくる主人公の「Shhh...」は当時イギーが自身の想いをグエンに告白した際のグエンの返答をそのまま引用したものだという。この曲は1983年にボウイがリメイクしているが、リメイク版と比較して「出来立てのまま」「まだ表面を磨かれていない」と評されている。
クラウトロックからの影響を受けていることをイギー、ボウイともに認めている「ナイトクラビング」は、イギーが後年回想したところによると、アイディアが浮かんだ時には彼ら以外のミュージシャンがスタジオから立ち去った後だったため、ボウイがピアノでメロディーを弾き、バッキングには古いリズムマシンを使用する形でレコーディングされた。ボウイはドラムを録り直すべきだと主張したが、イギーはこのままで良いと主張し、結果的にイギーの主張が通る形でファイナルトラックとされた。イギーによれば、「俺とボウイが夜な夜な出歩いていたことを歌ったような曲」であり、ボウイの「幽霊のように夜徘徊するさまを歌にしたらどうだ」という助言を受け入れる形で歌詞を書いた。作詞には10分程度しかかからなかったという。また、この曲のリフはゲイリー・グリッターの「ロックン・ロール」のパロディであるという点もよく指摘されている。
「ダム・ダム・ボーイズ」はザ・ストゥージズのメンバーについて回想する曲であり、ジーク・ゼトナー、デイヴ・アレクサンダー、スコット・アシュトン、ジェームズ・ウィリアムソンに対するイギーのコメントが語られる。

## スタイルとテーマ
ボウイはこの時期、後に「ベルリン三部作」と呼ばれる作品群に取り掛かっていたが、本作はその1作目『ロウ』に先行してほぼ同じメンバー、スタッフ、スタジオで制作されたため「『イディオット』はボウイのベルリン時代の非公式な始まり」と呼ばれてきた。
音楽スタイルでは、ザ・ストゥージズで志向していたギターリフを基調としたハードなロックンロールスタイルから離れ、クラフトワーク等のドイツのミュージシャンの電子音楽を引用し、全く異なったスタイルの確立に成功している。
イギー自身は本作の音楽スタイルをリリース当時、「ジェームス・ブラウンとクラフトワークの出会い」と表現し、全体のテーマを「自由なアルバム」と評している。デヴィッド・ボウイの伝記作者デヴィッド・バックリーは本作を「ファンキーで、無機質な地獄のような」アルバムと評した。
1981年、NMEの編集者ロイ・カーとチャールズ・シャー・マレーは本作のエレクトロニック・サウンドは『ロウ』で開発されたものを引用していると指摘している。
2000年にはニコラス・ペッグはこのアルバムを「『ステーション・トゥ・ステーション』と『ロウ』を繋ぐ踏み石」と表現している。

## リリース

### オリジナル版
本作の大部分はベルリン三部作の最初の作品である『ロウ』よりも前にレコーディングが完了していたが、リリースは『ロウ』が1977年1月、本作が同年3月と、『ロウ』が先行している。リリース後の評価やチャートアクションは次項の通り。
「シスター・ミッドナイト」と「チャイナ・ガール」はそれぞれ1977年2月と5月にシングルとしてリリースされ、どちらもB面には「ベイビー」が収録されている。

### デラックス版
2020年5月29日に本作と『ラスト・フォー・ライフ』のリマスター盤が含まれた7枚組のボックスセットがリリースされた。本作と『ラスト・フォー・ライフ』以外の音源としては『TV Eye:1977 ライヴ』のリマスター盤、オルタネイト・ミックスやアウトテイクのリマスター盤及び3枚のライヴアルバムが含まれている。加えて本作の制作経緯やフォロワー（ユース、スージー・スー、マーティン・ゴア、ニック・ローズ）のインタビューが掲載された40ページのブックレットも封入されている。また、このボックスセットとは別にライブアルバムと本作のリマスター盤がペアリングされた2枚組デラックス・エディションもリリースされた。

## 評価
| 専門評論家によるレビュー                 | 専門評論家によるレビュー |
| レビュー・スコア                         | レビュー・スコア         |
| 出典                                     | 評価                     |
| ---------------------------------------- | ------------------------ |
| オールミュージック                       | [ 8 ]                    |
| ブレンダー                               | [ 15 ]                   |
| シカゴ・トリビューン                     | [ 16 ]                   |
| クリストガウ・レコードガイド             | A−                       |
| ポップミュージック百科                   | [ 18 ]                   |
| Q                                        | [ 19 ]                   |
| ローリングストーン・レコードガイド       | [ 20 ]                   |
| スピン・オルタネイティヴ・レコードガイド | 7/10                     |

### メディアによる評価
イギーの伝記作家ポール・トリンカは本作について「愛されるよりも尊敬されるアルバムであり続け、レビューはほとんど中立的なものだった」とし、リリース時点で低い評価は見られなかったとしている。
その後も本作は長年に渡って高く評価されてきたが、彼のレパートリーを代表するものというより、ボウイがベルリン三部作のアイデアをまとめるためにイギーを利用した作品という評価もあった。しかし、2016年、イギー単独で制作した作品『ポスト・ポップ・ディプレッション』が、本作及び『ラスト・フォー・ライフ』の続編的作品と評価され、イギー自身も「当時、ボウイと出し合ったアイデアを再利用したもの」と認め、本作は共作であって、イギーが利用されただけの立場ではなかったことが改めて証明されている。

### チャートアクション
チャートアクションは、ビルボード200で最高位72位とイギーのキャリア初の100位以内に到達し、全英アルバムチャートでも30位と好調に推移した。また、イギリスではこの影響でイギー＆ザ・ストゥージズが1973年にリリースしたアルバム『ロー・パワー』が同時期にリバイバルヒットしている。

## 後世への影響
ボウイは、1979年のアルバム『ロジャー』に「シスター・ミッドナイト」の歌詞を再編集した「レッド・マネー」を収録し、1983年の『レッツ・ダンス』では「チャイナ・ガール」に新しいアレンジを施して収録するとともに、シングルカットして大ヒットさせた。
1981年、グレース・ジョーンズは同名のアルバムのタイトル曲として「ナイトクラビング」をカヴァーした。
スージー・アンド・ザ・バンシーズのスージー・スーはこのアルバムを「私たちの疑問に対する答えだった。彼は天才であり、素晴らしい声の持ち主だ。」 と評しており、1999年のグラストンベリー・フェスティバルでバンシーズのサブユニット、ザ・クリーチャーズと「ナイトクラビング」を披露した。
他にも、本作はデペッシュ・モード、ナイン・インチ・ネイルズ、ジョイ・ディヴィジョンを含む多くのミュージシャンが影響を受けた作品として挙げている。キリング・ジョークのユースもまた、本作をお気に入りのアルバムの1つと評している。
ナイン・インチ・ネイルズは、1994年のアルバム『ザ・ダウンワード・スパイラル』の収録曲「クローサー」で「ナイトクラビング」のドラムサウンドをサンプリングしている。「ナイトクラビング」のドラムサウンドは他にもオアシスが2002年のアルバム『ヒーザン・ケミストリー』の「フォース・オブ・ネイチャー」でリメイクし、また、スニーカー・ピンプスが2002年のアルバム『ブラッド・スポーツ』収録曲「スモール・タウン・ウィッチ」でやはりドラムサウンドをサンプリングしている。
ジョイ・ディヴィジョンのリード・シンガー、イアン・カーティスは1980年に自死した際、本作をターンテーブルで再生していた。

## 日本との関係
リリース時の邦題は『愚者（おろかもの）』だったが、デヴィッド・ボウイが本作の収録曲「チャイナ・ガール」をヒットさせた1983年に、このヒットにあやかる形で同名に改題されている。その後、版権がRCAからヴァージンに移った際に原題に近い現在の邦題に直された。
イギーは本作のプロモーションのためにボウイと共に来日している。これが初の来日であり、ボウイと共に写真家の鋤田正義とのフォトセッションを行っている。

## ライブ・パフォーマンス
「ナイトクラビング」と「ファン・タイム」は1978年にリリースされたライブアルバム『TV Eye:1977 ライヴ』に収録されている。音源は1977年のツアー中に録音されたもので、イギリスとアメリカではボウイがキーボードとバッキング・ボーカルを担当していた。
また、2016年春に行われたツアー「ポスト・ポップ・ディプレッション・ツアー」でも、アルバムの大半の曲が演奏されている。このツアーでは、これまでのライブでは演奏されてこなかった「マス・プロダクション」や「ベイビー」といった曲も演奏されている。このツアーの模様は「ポスト・ポップ・ディプレッション：ライヴ・アット・ザ・ロイヤル・アルバート・ホール」で確認することができる。

## 収録曲
全収録曲がイギー・ポップとデヴィッド・ボウイによる共作。「シスター・ミッドナイト」のみカルロス・アロマーが共作に参加。基本的にイギーが作詞をしてボウイが作曲したものが多いが、「ダム・ダム・ボーイズ」と「シスター・ミッドナイト」は異なる。
Side one
1. シスター・ミッドナイト - 4:19
2. ナイトクラビング（英語版） - 4:14
3. ファン・タイム（英語版） - 2:54
4. ベイビー - 3:24
5. チャイナ・ガール - 5:08

Side two
1. ダム・ダム・ボーイズ - 7:12
2. タイニー・ガールズ - 2:59
3. マス・プロダクション - 8:24

## 参加メンバー
参加メンバーに関しては、本作に明確なクレジット表記がないことから、リリース後何年にも渡り「誰」がこのアルバムの「どの」部分に貢献したのかについて誤った情報が飛び交うことになった。近年になってヒューゴ・ウィルケン、ポール・トリンカ、ニコラス・ペッグといった伝記作家や研究家の著作によって明らかにされている
- イギー・ポップ - ヴォーカル
- デヴィッド・ボウイ - キーボード、シンセサイザー、ギター、ピアノ、サキソフォン、シロフォン、バッキング・ヴォーカル、プロデューサー
- カルロス・アロマー（英語版） - ギター
- デニス・デイヴィス（英語版） - ドラムス
- ジョージ・マレー（英語版） - ベース
- フィル･パーマー（英語版） - ギター
- ミシェル・サンタンゲリ（フランス語版） - ドラムス
- ローラン・ティボー（フランス語版） - ベース、レコーディング・エンジニア
- トニー・ヴィスコンティ -  ミキシング・エンジニア